# Орион (тип речных судов)
Орион - пассажирский теплоход, тип речных пассажирских судов на скеговой воздушной подушке проекта 1746. Предназначен для пассажирских перевозок на реках с ограниченными глубинами.

## История
Проект судна разработан Министерством судовой промышленности в 1970 году. Судно представляет собой пассажирский теплоход на скеговой воздушной подушке, с рубкой, рассчитанной на двух человек экипажа и вестибюлем для пассажиров в носу судна (слева и справа соответственно), пассажирским салоном на восемьдесят пассажиров, по сорок мест с каждого борта, состоявших из десяти рядов по четыре кресла в каждом в центральной части судна. В корме судна расположены двигатели и движители. Между салоном и кормовой частью с правого борта расположен буфет, с левого борта — санузел. Это и наличие трёхслойной шумоизоляции, обеспечивало комфорт пассажиров.
Металлический корпус судна клёпанно-сварной, изготовленный из алюминиево-магниевого сплава АМг61 (корпус) и дюралюминия Д16Т (надстройка) базируется на подушке длиной 22,8 метра и шириной 4,5 метра, ограждённой по бортам скегами из прорезиненной ткани (гофрированной в носовой и кормовой частях). Корпус имеет шесть водонепроницаемых поперечных перегородок.
На судне были установлены два дизельных двигателя, мощностью в 520 лошадиных сил каждый. Запас топлива составлял 1,6 тонны, масла 200 литров, чего было достаточно для запаса хода в 8 часов.
В движении судно приводилось двумя шестилопастными водомётами в корме, диаметром 0,47 метра каждый. Воздушную подушку создавал шестилопастной главный вентилятор, диаметром 0,97 метра с частотой вращения 1 500 оборотов в минуту. Он создавал давление воздуха в 300 кгс/м².
Судно было оборудовано балластно-осушительной системой ёмкостью в 1,69 м³, противопожарной системой, системой подачи питьевой воды, сточно-фановой системой, системами отопления и вентиляции, радиооборудованием, якорным устройством. В качестве спасательных средств на судне имелась резиновая лодка, два спасательных круга и 25 спасательных жилетов.
Судно развивало скорость до 50 километров в час, двигаясь на воздушной подушке. Движение на воздушной подушке было возможным при высоте волны не более 0,5 метра; эксплуатация судна допускалась и при высоте волны до 1,2 метра, но тогда оно двигалось в водоизмещающем положении. Конструкция судна допускала выход на берег носовой частью, таким образом посадка и высадка пассажиров могла производиться и в необорудованных причальными приспособлениями местах. В этом случае посадка и высадка пассажиров проводились по откидному трапу.

## Производство и эксплуатация
Всего было выпущено пять судов этой серии; все они были выпущены на Сосновском судостроительном заводе.
Головное судно серии «Орион-01» было построено в 1974 году и вышло на воду весной 1975 года.

### Орион-01
Год постройки 1974. Принадлежал Московскому речному пароходству, порт приписки Калинин. Дальнейшая судьба судна неизвестна.

### Орион-02
Год постройки 1975. Принадлежал Вятскому речному пароходству, порт приписки Вятские Поляны. До 1988 года работал на маршруте Вятские Поляны — Набережные Челны. Списан.

### Орион-03
Год постройки 1975. Принадлежал Волгоградскому речному порту, порт приписки Волгоград. Работал на маршруте Волгоград — пристань Тумак. В 1980-е годы после поломки был выведен из эксплуатации. В начале 1990-х судно было установлено в пионерлагере Волгоградского порта «Чайка», где использовалось в качестве кинозала. Впоследствии разрезано на металл.

### Орион-04
Год постройки 1975. Принадлежал Камскому речному пароходству, порт приписки Сарапул. Работал на маршруте Чайковский — Сарапул — Ныргында. В 1980 году судно было выведено из работы. В 1993 судно судно было признано негодным к эксплуатации.

### Орион-05
Год постройки 1975. Принадлежал Камскому речному пароходству, порт приписки Сарапул. Работал на маршруте Чайковский — Сарапул — Ныргында. В 1993 судно судно было признано негодным к эксплуатации.

### Прочее
Кроме того, на базе проекта было построено лесопожарное судно «Пламя», предназначенное для скоростной доставки самоходной и переносной пожарной техники и личного состава для борьбы с лесными пожарами в прибрежных районах рек и водохранилищ. Судно было оборудовано грузовой площадкой и аппарелью в носу. Оно могло перевозить пожарный расчёт из 18 человек с соответствующим оборудованием, а также какой-то из видов техники: противопожарный лесной вездеход ВПЛ-149, лесную пожарную цистерну АЦЛ-6(66)-147, бульдозер Д-535А (Д-606) или грузовой автомобиль.